# گارنیک مناتساکانیان
گارنیک مناتساکانیان (ارمنی: Գառնիկ Մնացականյան؛ زادهٔ ۷ نوامبر ۱۹۸۹ در آزاتاشن) کشتی‌گیر وزن اهل ارمنستان است.